# Vendelsvarv
Vendelsvarv, trafikknutpunkt samt gammal avrättningsplats på gränsen mellan Uppsala och Tierps kommuner.
Vendelsvarv ligger på Uppsalaåsen cirka 4 kilometer söder om Månkarbo i en spetsformad kil längst norrut i Uppsala kommun. Själva avrättningsplatsen ligger precis på gränsen mellan Tierps och Uppsala kommuner, eller historiskt på gränsen mellan Norunda härad och Örbyhus härad.
På platsen möts Viksta, Vendels och Tierps socknar.
Vid Vendelsvarv möts länsväg C 600 och länsväg C 712.